# Beaumont-de-Lomagne

Beaumont-de-Lomagne este o comună în departamentul Tarn-et-Garonne din sudul Franței. În 2009 avea o populație de 3.809 de locuitori.

## Evoluția populației
| An        | 1975  | 1982  | 1990  | 1999  | 2006  | 2009  |
| --------- | ----- | ----- | ----- | ----- | ----- | ----- |
| Populație | 3.625 | 3.579 | 3.488 | 3.690 | 3.691 | 3.809 |

## Monumente

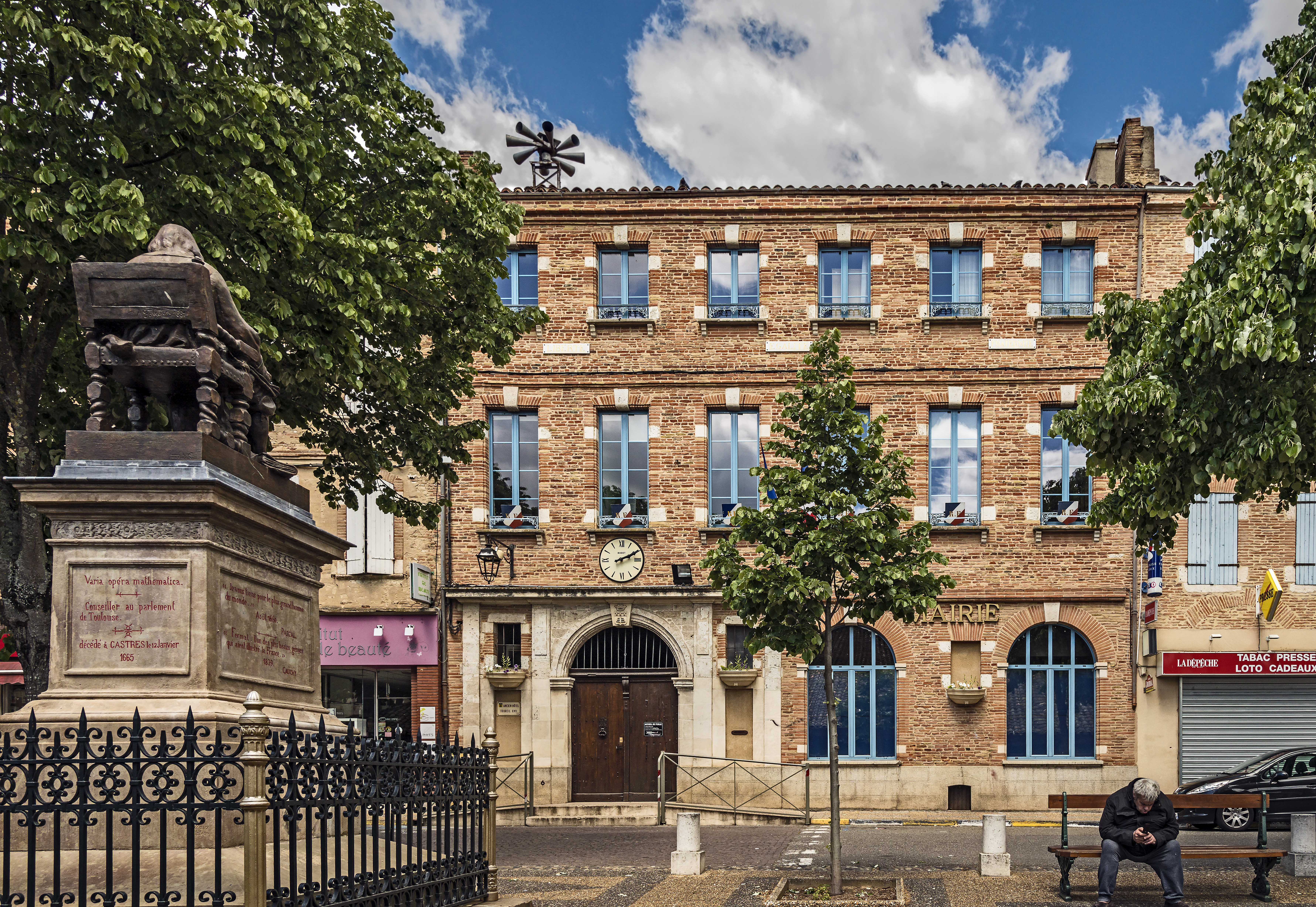
Primăria
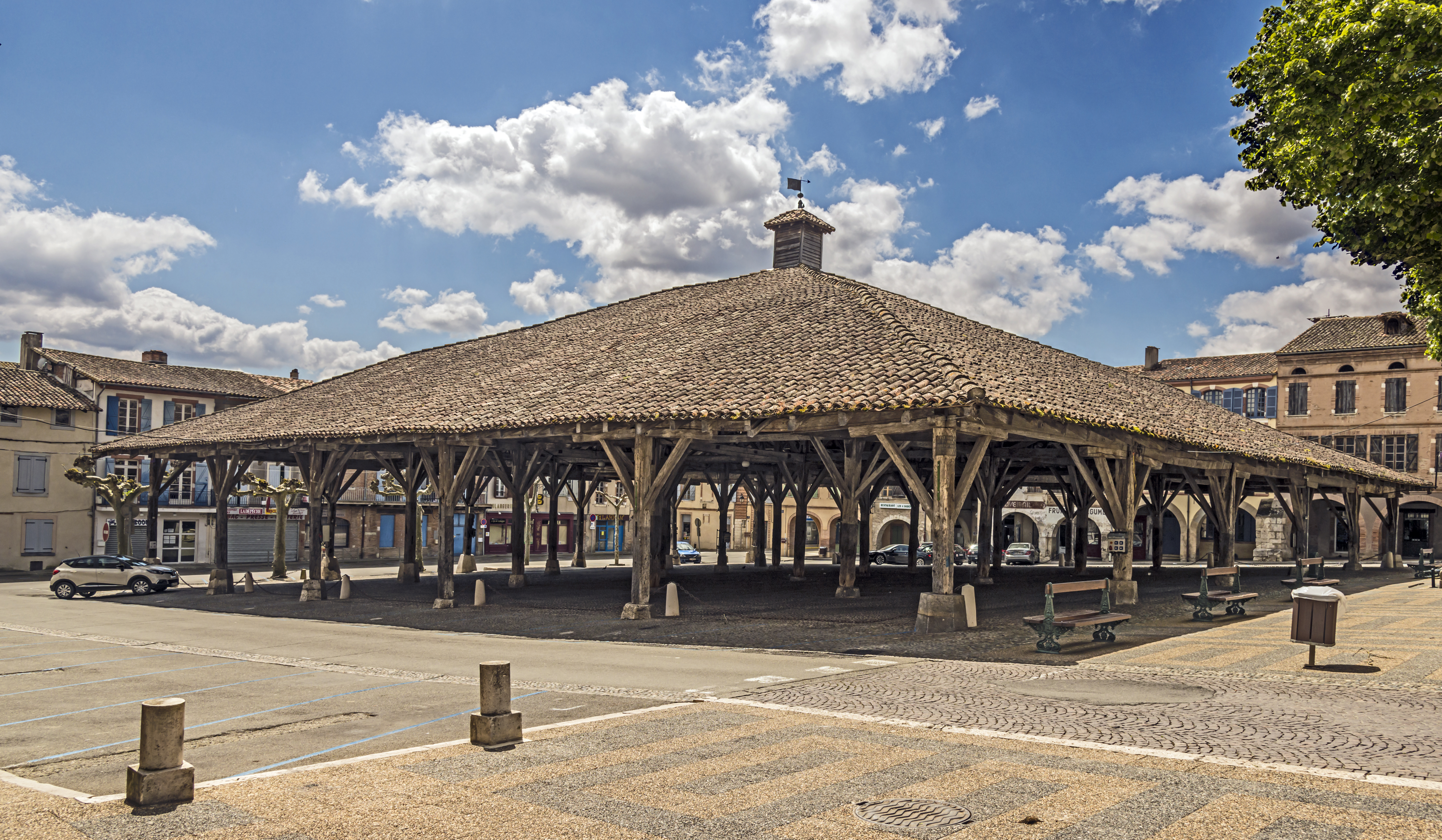
piața acoperită
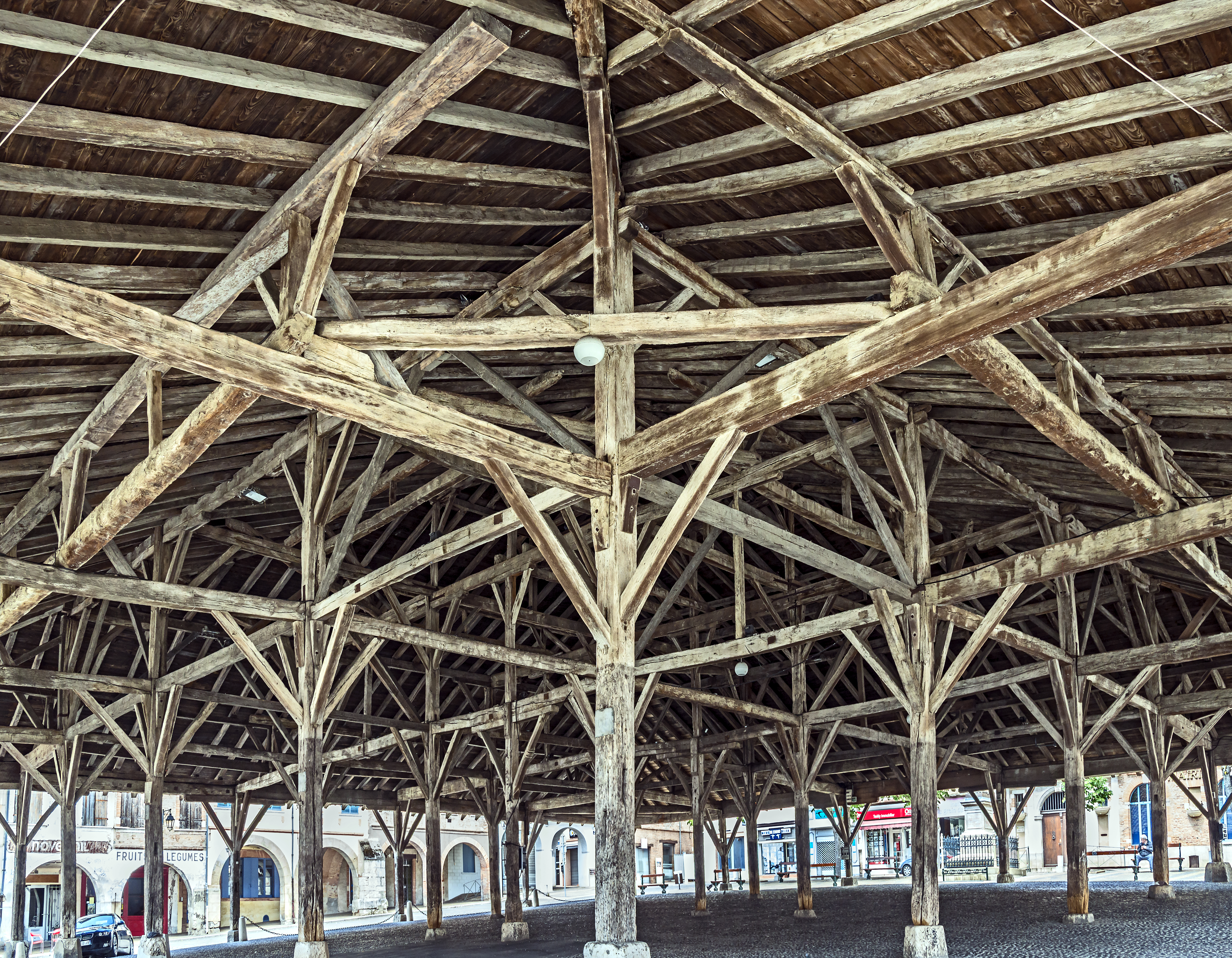
piața acoperită
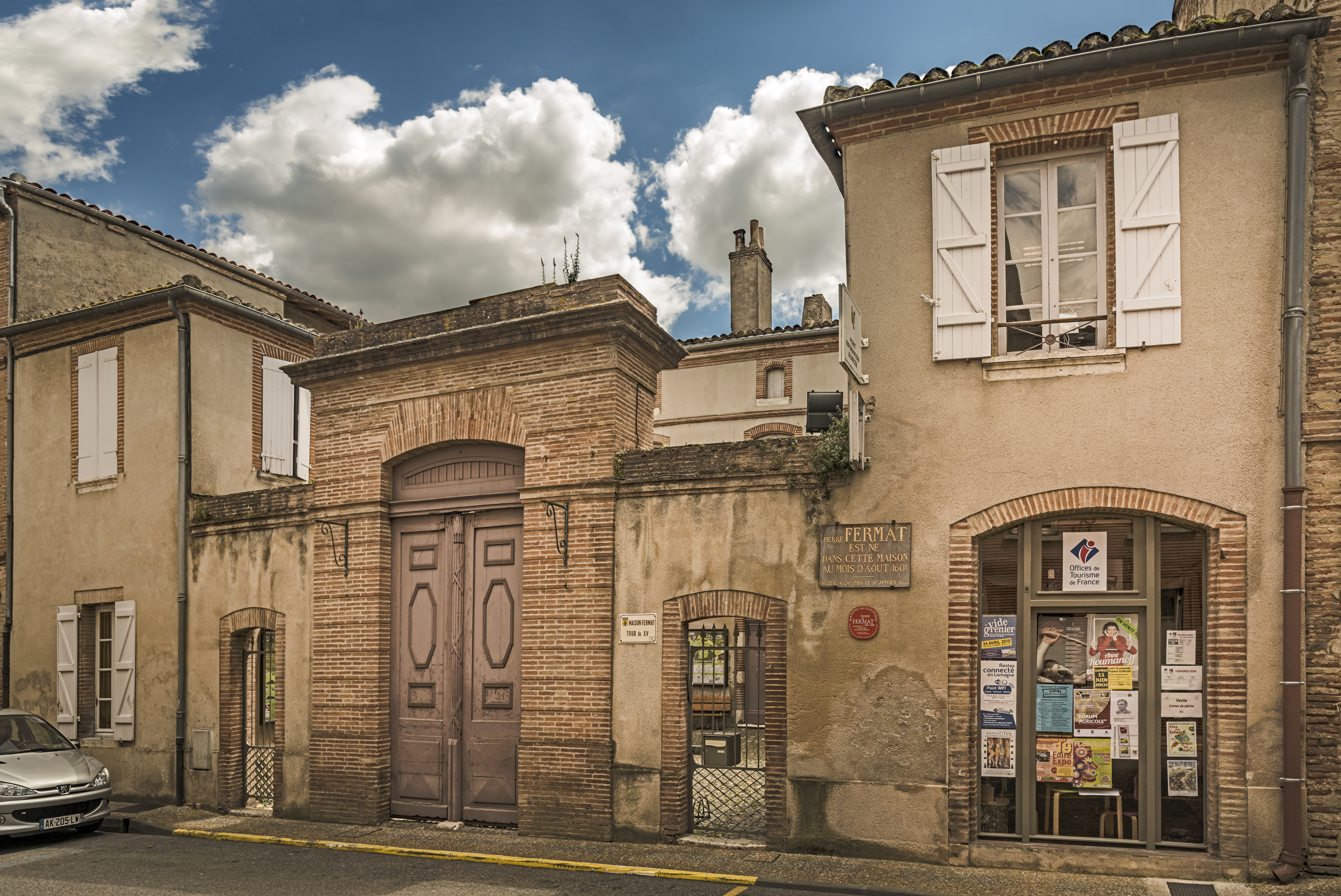
Fermat Casa
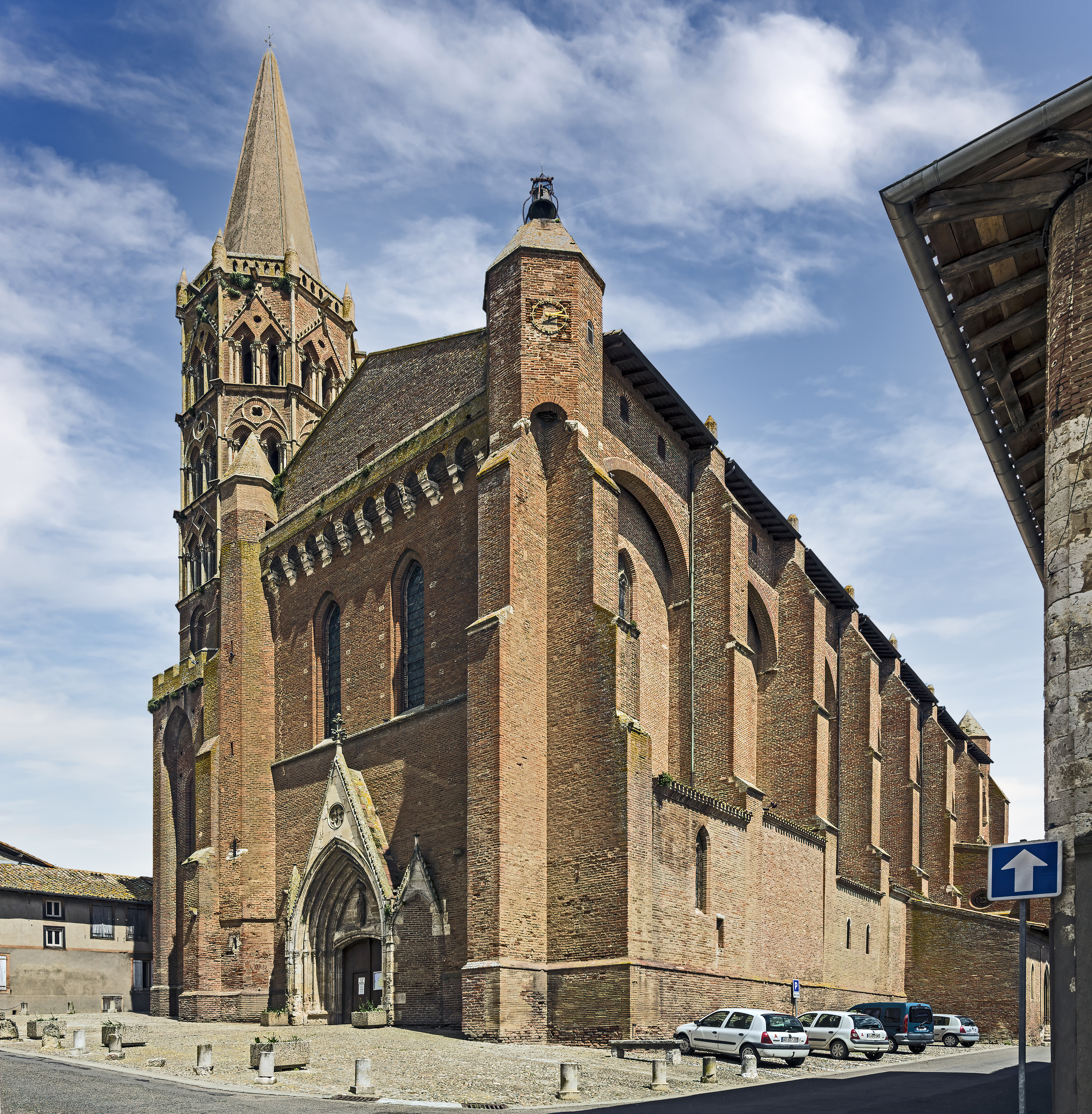
Biserica
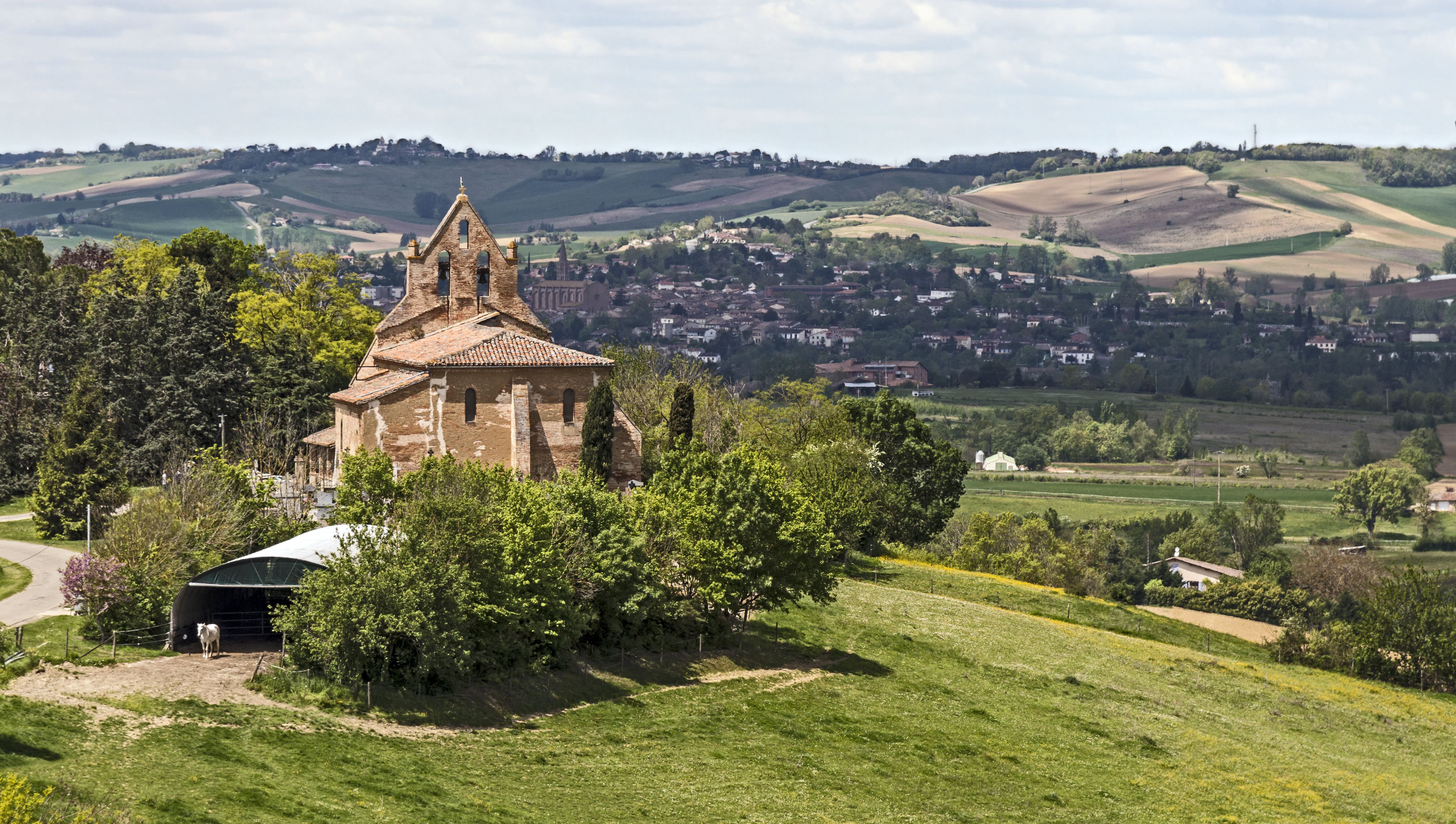
Capela St.Jean

## Personalități născute aici
- Pierre de Fermat (1607 - 1665), matematician.